# NGC 7798
NGC 7798 é uma galáxia espiral (Sc) localizada na direcção da constelação de Pegasus. Possui uma declinação de +20° 45' 00" e uma ascensão recta de 23 horas, 59 minutos e 25,6 segundos.
A galáxia NGC 7798 foi descoberta em 18 de Setembro de 1784 por William Herschel.